# Williams Canyon
Williams Canyon est une census-designated place du comté d'Orange, dans l'État de Californie, aux États-Unis. En 2020, elle compte une population de 93 habitants.